# Атеизм в Армении
Атеизм в Армении (арм. Աթեիզմը Հայաստանում) — совокупность граждан, организаций, движений в Армении, отрицающих существование Бога и отказывающихся от религиозных верований.
Философские предпосылки для возникновения и распространения в Армении нерелигиозных взглядов в целом и атеизма в частности прослеживаются ещё в трудах средневековых армянских философов, работы которых, наряду с произведениями западноевропейских просветителей эпохи Просвещения, а впоследствии также и с научными открытиями Чарльза Дарвина, стали фундаментом для укрепления и систематизации атеистического мировоззрения в Армении уже ко второй половине XIX века.

## История
Зачатки армянской философии нашли своё отражение в религиозных мифах и памятниках народного творчестве Древней Армении. Уже к IV веку н. э. происходят значительные духовные изменения в жизни Древней Армении: христианство становится государственной религией, создаются армянский алфавит и письменность. Через некоторое время спустя в Древней Армении развивается собственная оригинальная, а также появляется переводная литература. На древнеармянский язык переводятся труды Аристотеля, Филона Александрийского, Порфирия, Гермес Трисмегиста, риторические произведения Теона, грамматика Дионисия Фракийского, басни Олимпиана и многие другие. Новая литература давала возможность древнеармянской аристократии приобретать научные знания на родном языке. Переводные произведения греческой науки и литературы породили богатую комментаторскую литературу древнеармянских философов, грамматиков и писателей. Как указывает Исаян Т. С., философские учение этого периода процветали в стенах школ, находящихся под контролем церкви, в связи с чем возникновение оппозиционной материалистической системы в то время являлось сравнительно редким явлением.
Определённое значение имела также такая историческая особенность Древней Армении, как замена древнеармянской религии на новое христианство в лице Армянской апостольской церкви, произведённая государством «сверху». Исаян Т. С. видит в данном факте причину сильной и выразительной стихийно-материалистической направленности и свободомыслия в воззрениях древнеармянских мыслителей и в мировоззрении народных масс. Вместе с тем, в воззрениях народных масс имеется также противоположная материализму религиозно-идеологическая направленность. Причём, как указывает Исаян Т. С., религия и идеализм особенно сильны в области наиболее общих представлений о мире.
Как указывает Исаян Т. С., выработка философских понятий в Древней Армении в V—VI веках была тесно связана с первыми шагами науки о мире — астрономии, космологии, географии и других наук. На армянский язык были переведены естественнонаучные труды, такие как «О мире» Псевдо-Аристотеля, «О природе» Зенона, «О строении человека» Григория Нисского, и впервые, «Геометрия» Евклида. В труде «Книга опровержений» Езника Кохбаци, «Толкование Бытия» Егише, «Определение философии» Давида Непобедимого рассматривались также и проблемы строения вселенной, структуры мира и другие. А уже в VII веке проблемы естественных наук стали рассматриваться отдельно от философии. Первым в этом направлении стал Анания Ширакаци, который заложил фундамент для наиболее широкого и глубокого интереса к науке и философии, для развития эмпиризма и сенсуализма в познании внешнего мира, идеи которого в XIII—XIV веках нашли отражение в номинализма Ваграма Рабуни, Ованеса Воротнеци и Григора Татеваци.

### Философские предпосылки в трудах армянских философов Средневековья и Нового времени

#### VII—XI века
Значительной фигурой в развитии армянской философии является Анания Ширакаци. Большое количество дошедших до нас его трудов («Космография», «Теория календаря», «Арифметика» и оригинальные труды «О вращении небес», «Об облаках и знамениях», «О движении Солнца по созвездиям Зодиака», «Об астрономии») свидетельствует о высоком уровне естествознания, математики, астрономии и географии, достигнутом в Древней Армении ко времени деятельности Ширакаци в первой половине VII века. Ширакаци, как указывает Исаян Т. С., с удивительной силой логики сумел обобщить ценный материал, накопленный учёными античности и прийти к теоретическим выводам, нередко далёким от теологического догматизма.
Ширакаци утверждал, что природа производна Бога, но она реальна, имеет конкретно-определённое бытие, познаваемость. Ширакаци создал философскую систему, которая в основу происхождения мира имела четыре элемента: огонь, включающий в себя сухость и теплоту; воздух, включающий в себя влажность и теплоту; воду, включающую в себя влажность и холод; землю, включающую в себя холод и сухость. Учение античных философов о четырёх элементах издавна было известно в Древней Армении, оно излагалось в ряде трудов, начиная с V века. Однако, как указывают источники, идея о стихиях уходит своими корнями в древнеармянскую религию, которая, по-видимому, представляет собой очистившуюся от религиозных напластований натурфилософскую догадку, выработанную в Армении.
Наряду с воззрениями о стихии Ширакаци касается также и вопроса о познаваемости образованного этими стихиями мира. Во многих случаях он стремится совместить «церковное» с языческим, обосновать свои выводы ссылками на Библию, но это не могло его удовлетворить. Он пишет: «Не найдя в Священном писании ничего обстоятельного о землеописании, кроме редких разбросанных и в то же время трудно постигаемых и тёмных сведений, мы были вынуждены обратиться к языческим (античным) писателям, которые установили географическую науку, опираясь на путешествия и мореплавания, и подтвердили её геометрией, которая обязана своим происхождением астрономии».
Ширакаци защищал астрономию от астрологов и, прежде всего, халдейских. Он пишет: «Если звёзды действительно, как они говорят, являются причиной зол, то причина их злой природы восходит к тому, кто создал их, ибо если они злы от природы, то более злым должен быть творец, создавший их». По мнению Исаяна Т. С., опровержение Ширакаци утверждений астрологов по сути дела означало опровержение фатализма и всякого рода суеверия.
Анания Ширакаци придерживался геоцентрического воззрения на мир, высказывая мысли в пользу шарообразности Земли, меньше всего считаясь при этом с библейским мифом о сотворении. Также Ширакаци является автором интересных высказываний о природе Солнца и Луны, довольно верных объяснений явления затмениях этих небесных тел. По мнению Исаяна Т. С., тем самым Ширакаци наносил урон христианским воззрениям. Труды Ширакаци расшатывали авторитет церкви, тем более, что он оспаривал права церкви на посредничество между Богом и человеком: человек может общаться с Богом непосредственно, таким же образом, минуя церковь, Бог может поучать каждого.
По замечанию Исаяна Т. С., Ширакаци выносил в заголовки составленных им загадок такие предложения: «Бог − бездельник, крест − неодержимый», или «Господь − вор, дьякон − некрещёный, пророк − лжец» и тому подобное. Свободомыслие Ширакаци не могло не бросаться в глаза каждому, кто знакомился с его сочинениями. Не случайно, по наблюдению он был часто преследуем и гоним церковью. По мнению Исаяна Т. С., как не ограничены, непоследовательны те или иные взгляды Ширакаци, они знаменуют собой начало мощного течения натурфилософского, стихийно-материалистического понимания природы.
Примечательна позиция богослова и философа V века Езника Кохбаци, который в ходе рассмотрения проблемы добра и зла пришёл к выводу, что на место божественной предопределённости надо поставить свободное волеизъявление человека. Идеи Кохбаци о свободе воли, содержащие в себе отказ от слепого повиновении судьбе, призывали к активному действию. Так, Езнику Кохбаци принадлежат следующие слова: «Когда разбойник нападает на страну, чтобы истребить жителей, то не должны ли жители собирать войска для изгнания разбойника из страны?.. Изгоняя врага из страны, мы доказываем, что не по определению судьбы свершилось разорение, а вследствие насилия разбойника…».

#### XI—XIII века
Философ, поэт, астроном и богослов Ованес Имастасер (около 1045—1129) является автором ряда дошедших до нас трудов по математике, астрономии, философии и другим наукам, а также осуществил реформу армянского календаря. В своём произведении «Слово мудрости» Имастасер высказывал мысль о том, что лучшим учителем для человека, посвятившего себя искусству, является природа, у которой он должен учиться и которую должен изучать и познавать. Имастасер считает, что «наука, не подтверждённая опытом, не есть наука». Он пишет: «Исследователь должен быть всесторонне образованным и знающим, он должен (изучать) не только Св. писание, но и внешние (светские) науки; если даже он полностью овладел ими и искушён в них, всё же без опыта его знание не может быть точным; только опыт незыблем и неоспорим».
Врачеватель XII века, классик средневековой медицины Мхитар Гераци указывает, что болезни не есть наказание всевышнего за грехи людей, как и само лечение не связано с вмешательством творца. Причины возникновения болезней, по Гераци, следует искать в изменениях организма, воздействии природы на организм человека. А познание причины уже есть познание самой болезни. Даже душа для Гераци не была связана со сверхъестественным, она есть часть тела. Гераци пишет: «Учёные врачи уподобляют тело человека бане, ибо баня действует при наличии трёх вещей, которыми являются: стены, вода и воздух. Также тело человека построено из трёх вещей: одна − это сухие и твёрдые части, вторая − это влаги, которые называются четырьмя соками или четырьмя субстанциями, то есть кровь, жёлтая желчь, и третья − это три пневмы, то есть три души, а именно: растительная душа, животная душа и чувственная душа».
Особого значения заслуживает деятельность мыслителя, литературного и общественного деятеля, богослова и священника XII века Мхитара Гоша, который, помимо всего прочего защищал идею о признании в Армении двусоставной судебной системы: духовной и светской: светский суд должен вести царь, а духовный − епископ с двумя или тремя советниками.

#### XVIII век
Особое место в становлении и последующем оформлении атеистического мировоззрения в Армении занимают такие мыслители XVIII века, как Иосиф Эмин, Мовсес Баграмян и Шаамир Шаамирян. Шаамир Шаамирян, опираясь на теорию естественного права, пытался найти причины, побуждающие человека к негативным асоциальным действиям. Он находит эти причины в природе самого человека. Иосиф Эмин, который также был сторонник теории естественного права, называет священнослужителей всего лишь «группой ловких людей». Поэтому, согласно Эмину, «если мусульмане отнимают жизнь, то духовенство наше держит в заточении души армян».
Шаамир Шаамирян и Мовсес Баграмян были сторонниками отделения церкви от государства, изоляции церкви от участия в вопросах управления обществом. Они чтили религию, однако сильно критиковали духовенство, вместе с этим разрабатывая «Западню честолюбия» − первую Конституцию Армении.

## XIX век
Свободомыслие и атеизм в Армении во второй половине XIX века охватывали широкий круг различных проблем, среди которых выделялись такие проблемы, как социально-исторические основы критики религии, естественнонаучные достижения как средство борьбы с религией, противоположность светской этики и этики религиозной, поиск путей преодоления религии и многие другие. Разработка коренных проблем атеизма сыграла существенную роль в последующем восприятии атеизма в Армении в начале XX века.
По мнению Исаяна Т. С., во второй половине XIX века является исключительно важным в духовной жизни Армении по своему содержанию и направленности, поскольку именно на этот период времени падает появление светлой плеяды мыслителей, из среды которых Микаэл Налбандян выделяется как первый из прогрессивных деятелей, у которого материализм сложился как система философии, а ученики и последователи которого сумели довести этот материализм до воинствующего атеизма.
Значителен тот факт, что атеизм в Армении во второй половине XIX века развивался в условиях стремительного развития науки и культуры. К данному периоду времени относится распространение современных достижений в области астрономии, физики, химии, геологии, биологии, медицины, эволюционного учения Чарльза Дарвина. В этот же период протекала деятельность известного естествоиспытателя-дарвиниста Назарета Тагаваряна, автора оригинального труда «Дарвинизм» hy.
Как указывает Исаян Т. С., современный армянский атеизм в значительной степени основан на работах таких армянских просветителей XIX века, как историки-арменоведы Мкртич Эмин и Гевонда Алишана, разрабатывавшие летописные и другие первоисточники, обогащая новыми изысканиями национальную историографию; Хачатура Абовяна, классика армянской литературы писателя-демократа Перча Прошяна, поэта-просветителя Смбата Шахазизяна выдающегося армянского писателя Раффи, выдающегося писателя, мастера социально-политической сатиры Акопа Пароняна.
Распространению атеизма в Армении также способствовало резкое увеличение выпуска печатной продукции и удельный вес в ней светских книг. Появление многочисленных периодических изданий, сатирических и иных журналов в немалой степени обусловлено было деятельностью армянских просветителей Микаэла Налбандяна, Степаноса Назаряна, Арутюна Свачяна, Григора Арцруни. Особенно значимым является появление на исторической арене Микаэла Налбандяна — материалиста в философии, демократа и революционера в практически-политической деятельности.
Будучи передовыми людьми своего времени, армянские просветители второй половины XIX века сочетали в себе политический радикализм, проявлявшийся у всех в разной степени, с прогрессивными философскими и научными воззрениями, в своих произведениях нередко обращавшихся против религиозного мировоззрения.
Как указывает Исаян Т. С., армянское свободомыслие и атеизм во второй половине XIX века проявлялись прежде всего в трёх основных формах:
1. Первая форма — это народная оппозиция религиозным организациям и её служителям.
2. Вторая форма — пропаганда и распространение научных знаний.
3. Третья форма — научная критика религии и церкви, осуществлявшаяся многими армянскими мыслителями второй половины XIX века.

Деятели армянского просвещения XIX века в своём творчестве опирались на народное вольнодумство и на достижения естествознания, синтезируя антирелигиозные аргументы. Таким образом, проявления армянского атеизма во второй половине XIX века были разнообразны как по форме, так и по идейному содержанию. Так, в мировоззрении Назарета Тагаваряна, М. Мамуряна, Е. Шахазизяна, С. Восканяна отразился стихийный материализм, который у них часто прикрывался деизмом: Григор Арцруни и Степанос Назарян разделяли материалистические представления; Микаэл Налбандян, Галуста Костанян, Раффи, М. Малакян, А. Айкуни открыто отстаивали материализм. Как указывает Исаян Т. С., именно материалистические идеи, в больше или меньше мере, свойственные всем крупным представителям армянского просвещения, лежали в основе их критики религии.
Как указывает Исаян Т. С., армянское свободомыслие и атеизм, как и прежде, строились на ясных, в достаточной степени усвоенных общих положениях просветительской философии. Материализм в теории познания, принцип полезности в вопросах этики, в социально-политической области, направленная против провиденциализма теория естественного права, глубокое уважение к науке, обличение невежества и обскурантизма, безоговорочное признание примата силы человеческого разума — всё это лежало в основе армянского атеизма второй половины XIX века. Вместе с тем, основы религиозного мировоззрения критиковались не только с позиций атеизма, но и деизма пантеизма, а также религиозного скептицизма.
Не всё из пропагандируемого армянскими просветителями проникало в печать и, тем более, доходило до армянского читателя. Нередко критика Армянской церкви маскировалась под видом разоблачения ислама, католицизма или института папства, либо же суеверия, отличавшие паству Армянской церкви, изображались в качестве придатка отдалённой исторической эпохи.
В Армении XIX век в большей степени, чем предшествующие эпохи, отличался повышенным интересом к опыту критики христианства. Вместе с этим, армянские просветители данного периода восприняли определённые идеи западно-европейской философии. Так, Микаэл Налбандян и Г. Арцруни нередко ссылались на Жан-Жака Руссо, Дидро и Вольтера.
Примечательно, что армянская атеистическая литература второй половины XIX века отличалась тем, что в сложившихся в Армении конкретно-исторических условиях именно через художественную литературу более свободно и в то же время более доходчиво могла передаваться критика церкви и религии, идеи свободомыслия и атеизма.
Как указывает Исаян Т. С., в XIX представители Армянской церкви активно пропагандировали концепцию врождённой религиозности армянского народа, ссылаясь на национальный склад мышления армян, на их самосознание, целиком, якобы, направленное на поиск путей в потустороннем мире.
В 1896 году архиепископом Месроп Смбатян писал: «с большой болью в сердце признаём, что как городское, так и сельское население, постепенно отходит от родной церкви, той церкви, которая была и должна остаться единственной и крепкой опорой национальной целостности». Архимандтрит Гарегин Овсепян свидетельствовал, что атеизм «различными путями распространяется среди простого народа. В сёлах тоже часто слышим те же легкомысленные рассуждения, то же непочтительное отношение к церкви и её служителям». Процесс нарастания антицерковных настроений в Армении, распространение атеизма в той или иной степени отразила также и периодическая печать.
Осознание сложности сложившейся ситуации как опасной для религии прослеживается в целом ряде работ идейных защитников церкви. Понимая значение естественно-научных знаний в противостоянии атеизма с религией, адепты церкви настаивали на необходимости уделить больше внимания преподаванию религиозных дисциплин в армянских школах, настаивали на необходимости обновления богословских догматов. Епископ Гр. Агапирян в статье «Неверие» отмечал:
Чем дальше, тем более смело и свободно материализм поднимает голову... В наши дни ложное, болезненное понимание жизни, опирается на материалистическое, которое день за днём находит признание. Согласно этому мировоззрению, сама наука, без вмешательства посторонней помощи, религии и веры исследовала всё, в том числе и нравственные законы и явления жизни и дала им направление.
Согласно наблюдениям Исаяна Т. С., в армянской литературе до начала XX века атеизм в Армении практически не освещался. Атеистическая мысль как тема исследования вовсе отсутствовала. Лишь ряд статей, отдельные главы тех или иных сочинений литературного, исторического и философского характера, где речь идёт об армянском свободомыслии, могут быть отнесены к вопросам атеизма в Армении.
Как свидетельствует Исаян Т. С., развитие атеистической мысли во второй половине XIX века в Армении отличалось постепенным нарастанием непримиримости в отношении к церкви и клерикализму вообще.

### Религиозная реакция на распространение атеистических идей
В ответ на укрепление позиций атеизма во второй половине XIX века в Армении со стороны церкви и её сторонников усиливаются нападки в сторону адептов атеистического мировоззрения. Так, по мнению Исаяна Т. С., деистические по своему характеру высказывания многих армянских мыслителей церковная историография преподносила в качестве теистических. Так, известно, что даже Микаэл Налбандян в освещении религиозных авторов оказывался «богобоязненным интеллигентом». Нечто подобное, по мнению Исаяна Т. С., совершалось со стороны церковной историографии в отношении Степаноса Назаряна, хотя последний не был материалистом, но тем не менее делался акцент на якобы дилетантизме его знаний, обусловивших его критику христианства и церкви. Вместе с тем, в своих воспоминаниях о Степаносе Назаряне Габриэл Тер-Ованнисян пишет: "Когда речь шла о духовенстве «Назарян говорил возбуждённо» и повторял: «нынешнее армянское духовенство надо стереть с лица земли… вырвать с корнями… уничтожить».
Примечательна судья Галуста Костандяна в контексте его взаимоотношений с церковью. Выступавший в начале своей деятельности как спиритуалист (1860-1870-е годы), Костандян в дальнейшем испытывает в дальнейшем воздействие западноевропейского материализма, а также современных ему естественнонаучных идей и совершает эволюцию в сторону атеизма. Он положительно относился к материалистическим и антирелигиозным мыслителям конца XVIII века, в частности, к Дюпюи, Вольнею, распространяя их антирелигиозные идеи. Кроме того, будучи эрудированным писателем, он привлекал к своей работе обширный литературный материал, как это было в подготовленном им труде «О методе», выход которого в свет в 1879 году произвёл впечатление «неожиданно взорвавшейся бомбы». Костандян делает ссылки на труды Геккеля («Антропология, или история развития человека»), Дарвина («Происхождение человека и половой отбор»), египтолога Г. Масперо («Древняя история народов Востока»), Штрауса («Жизнь Иисуса»), обращается к тезисам Гумбольдта, Канта, Спинозы, Бэкона, Маркса).
Материалистические представления о природе, высказанные Костандяном, также расходились с теологическими взглядами на природу. Во времена Костандяна в Западной Армении, где работал Костандян, бытовало мнение, будто если Бог пожелает, то может сотворить всё и сокрушить, положить начало законам природы и по своему желанию изменить или отменить их. По Костандяну же, в реальной природе, развивающейся по своим, внутренне присущим ей законам, и где господствует причинная обусловленность, нет места для каких-либо сверхъестественных сил. Костандян считал даже, что история человечества приобрела характер закономерного развития благодаря исследованиям социологов.

## XX век

### Атеизм в Советской Армении
Преимущественно, историография армянской атеистической мысли фактически начинается в советское время. В 1920—1930 годах в Армении, присоединённой большевиками к атеистическому Советскому Союзу, сложилась определённая система распространения атеизма, переводились и издавались труды критиков религии, предназначенные большей частью для практики атеистической пропаганды. На армянский язык были переведены работы А. Бебеля «Христианство и социализм» (1920), сборник статей «Можно ли жить без веры в бога? Что говорит Ленин» (1924), «Учебник для антирелигиозных кружков рабочих» с предисловием Ем. Ярославского (1930), «Антирелигиозное пособие для крестьян, для антирелигиозного актива села и для сельских антирелигиозных групп» с предисловием Ем. Ярославского (1930), «Антирелигиозная работа в армии» (1930), а также целый ряд популярных работ, среди которых: брошюра М. М. Шеймана «Нравственность религиозная и нравственность пролетарская» (1930), К. Н. Берковой «Антирелигиозное воспитание в семье» (1930), А. В. Луначарского «Введение в историю религии» (1931), И. Эльвина «Церковь и трудящаяся женщина за рубежом» (1932), Г. Гурева «Астрономия и религия» (1932), Н. Амосова «Сказка о Христе» (1938), И. И. Скорцова-Степанова «О вере в бога и дьявола» (1939) и др.
В 1924-1925 годах издавались критиковавшие деятельность Армянской апостольской церкви брошюры бывших монахов Абела Назаряна, Беника, епископа Ашота и других. Несмотря на значительный рост научно-атеистической литературы, в Армении в первые годы советской власти, до 1930—1940 годов работа по систематическому изучению истории армянской атеистической мысли преимущественно не велась. Исключение составляет труд А. Ганаланяна «Образцы армянского антирелигиозного фольклора» (1938), в которой были собраны антирелигиозные басни, пословицы и поговорки, критикующие церковь и религию.
В советские годы стали уделять определённое внимание изучению армянской философии. В Вестнике Комакадемии, журналах Под знаменем марксизма, Молодой большевик, Нор уги впервые появляются статьи Г. Гюликехвяна, Г. Габриеляна, Г. Ванандеци и других советских армянских учёных, посвящённых проблемам атеизма. В работах Г. Ванандеци, Г. Габриеляна впервые освещены были проблемы армянской атеистической мысли XIX века. Из трудов данных авторов широкому армянскому кругу читателей впервые стало известно об атеистических трудах Галуста Костандяна.
Помимо указанных работ, имеют важное значение ряд статей, относящихся к истории атеизма в Армении, появившихся в 1940 году в журнале «Безбожник».
Перед и после Второй мировой войны вместе с общим вниманием к истории армянской культуры возрастает также и интерес к истории армянского свободомыслия. Расширяется источниковедческая база для изучения истории армянского свободомыслия и атеизма. В этот период были переизданы произведения таких армянских просветителей второй половины XIX века, как Микаела Налбандяна, Г. Тер-Ованнисяна, Раффи, Перча Прошяна, Г. Агаяна, Мурацана, Акопа Пароняна, Галустан Костандяна, Арутюна Свачяна, М. Мамуряна и других, где отражаются воззрения авторов относительное религии и института церкви.
Теме армянского атеизма были посвящены ряд брошюр и статей, опубликованных после В 1950—1960-х годах издательствами «Айастан», «Луйс, Митк», «Знание», а также в сборнике «Вопросы научного атеизма», журнале «Наука и религия».
В статье профессора МГУ имени М. В. Ломоносова Х. Н. Момджяна, посвящённой общественно-политическим воззрениям Микаэла Налбандяна, указывается, что «до Налбандяна никто в Армении не разоблачал с такой силой антинародную политику церкви, её неразрывную связь со светскими угнетателями народа, её враждебное отношение к общественному прогрессу, к просвещению народных масс». Характеризуя атеистические воззрения Налбандяна, Момджян пишет, что «смело выступая против религии и церкви, Налбандян не освобождался, однако, от некоторых деистических предубеждений, хотя при этом надо иметь в виду, что в условиях тогдашней армянской действительности деизм продолжал оставаться вежливой формой отказа от религии». В целом, взглядам Микаэла Налбандяна относительно религии посвящён значительный массив литературы.
Значительным трудом в изучении духовной культуры Армении второй половины XIX века явилось издание двухтомной фундаментальной работы академика наука АН Армянской ССР А. Г. Иоаннисяна «Налбандян и его время».
Характеризуя Галуста Костандяна, Г. Г. Габриелян отмечает, что «не только из числа древних мыслителей, но и мыслителей XIX века мало кто выступал с атеистическими лозунгами, если не оговориться, что такие были единичны. К числу их относится Костандян… Материалист-Констандян последовательно разоблачает религию и безо всякого сомнения приходит к принципиальному отрицанию религии». В «Истории армянской философской мысли», изданной на русском языке, профессор Г. Г. Габриелян о том же Костандяне пишет следующее: «В лице Костандяна домарксовский материализм заканчивает своё развитие, и доходит до воинствующего атеизма».

## Атеизм в современной Армении
По мнению Георгия Дерлугьяна, в силу особенного исторического развития Армении сегодня в стране мало кто из армян назовёт себя полным атеистом, так же как и трудно будет найти среди армян и религиозных фундаменталистов.

### Численность атеистов
Согласно данным американского института Гэллапа, 18 % населения Армении считает себя нерелигиозной. Согласно данным переписи населения Армении 2011 года, 34 373 граждан государств, то есть около 1,1 % от всего населения, указали в графе религиозных убеждений «нерелигиозный».
Нерелигиозность, в том числе атеизм, в настоящее время не представлена в Армении в какой-либо институциональной форме, тем не менее существует значительное атеистическое движение. Площадками для обмена идеями между атеистами служат социальные сети.
Согласно опросу, проведённому Pew Research Center в Армении в 2015 году, 5 % опрошенных в Армении не верит в Бога, 95 % — верит, а 85 % населения Армении считает себя христианами.

### Правa атеистов в Армении
Согласно ст. 17 Конституции Армении «в Республике Армения гарантируется свобода деятельности религиозных организации» и «религиозные организации отделены от государства». Тем не менее, ст. 18 Конституции устанавливает, что «Республика Армения признает исключительную миссию Армянской Апостольской Святой Церкви как национальной церкви в духовной жизни армянского народа, в деле развития его национальной культуры и сохранения его национальной самобытности».
Статья 29 Конституции Армении устанавливает запрет на дискриминацию в зависимости от пола, расы, цвета кожи, этнического или социального происхождения, генетических признаков, языка, религии, мировоззрения, политических или иных взглядов, принадлежности к национальному меньшинству, имущественного положения, рождения, инвалидности, возраста либо иных обстоятельств личного или социального характера.
Статья 41 Конституции Армении устанавливает, что:

1. Каждый имеет право на свободу мысли, совести и религии. Это право включает в себя свободу изменения религии или убеждений и свободу их выражения в форме проповеди, церковных церемоний, иных культовых обрядов или в иных формах как единолично, так и сообща с другими и публично или в частном порядке.
2. Выражение свободы мысли, совести и религии может быть ограничено только законом — в целях государственной безопасности, защиты общественного порядка, здоровья и нравственности или основных прав и свобод других лиц.
3. Каждый гражданин, вероисповеданию или религиозным убеждениям которого противоречит военная служба, имеет право на замену её альтернативной службой в установленном законом порядке.

4. Религиозные организации равноправны и наделены автономностью. Порядок создания и деятельности религиозных организаций устанавливается законом.
Статья 77 Конституции армянского государства устанавливает запрет на злоупотребление основными правами и свободами, направленное на насильственное свержение конституционного строя, разжигание национальной, расовой, религиозной ненависти, пропаганды насилия или войны.
Несмотря на провозглашение права на свободу мысли, совести и религии (ст. 41 Конституции РА), запрета дискриминации в том числе на основании «религии, мировоззрения, политических или иных взглядов» (ст. 29 Конституции РА), тем не менее данные право нередко остаются нарушенными и незащищёнными, а дискриминация не наказывается.

Так, в современной Армении дискриминация атеистов проявляется прежде всего со стороны представителей Армянской апостольской церкви. Так, директор музеев и архивов Первопрестольного Святого Эчмиадзина иерей Асохик Карапетян в 2013 году в одном из телеинтервью от имени Церкви заявил, что «армянин-атеист — неполноценный армянин», впоследствии не только не отказавшись от своих слов, но и подтвердив их:
Да, я говорил – кто не исповедует ценности, присущие в целом армянскому народу, тот не может быть полноценным армянином, следовательно, если атеист признает одно и отвергает другое, значит он не может быть полноценным армянином. Полноценный армянин тот, кто всей своей сутью является носителем наших национальных ценностей и живет этими ценностями. Следовательно, я не отказываюсь от своих слов и это мое убеждение. Я так воспитан и как духовное лицо так веду свое дело вперед, потому что миссия армянской церкви не только в духовной проповеди, но и в сохранении нации. Нацию, как таковую, мы рассматриваем как Божий дар. Так что, сохранение нации и её полноценность – Божье дело.

### На армянском
- Արծրունի Գ. Հ. Մասսայական աթեիզմի զարգացումը Հայաստանում (1920-1930 թթ.). — ԵՊՀ հրատարակչություն. — Երևան, 1982.
- Исаян Т. С. Մ.Կ. Մալաքյանի աթեիզմը. — Երևան, 1976. — 30 с. — (Հայ աթեիստական մտքի ներկայացուցիչները). (недоступная ссылка)
- Исаян Т. С. Գալուստ Կոստանդյան / խմբ.՝ Մ.Ա. Մելիքյան. — Երևան, 1965. — 23 с. — (Հայ աթեիստական մտքի ներկայացուցիչները). (недоступная ссылка)
- Աթեիստական գրականությունը Հայաստանում, Երևան, 1985

### На русском
- Исаян, Торгом Саркисович. Свободомыслие и атеизм в Армении во второй половине XIX века [Текст] : Автореферат дис. на соискание ученой степени доктора философских наук. (625) / Моск. гос. ун-т им. М. В. Ломоносова. Философ. фак. Москва : [б. и.], 1969 — 44 с.
- Саркисян, Малхаз Константинович. Свободомыслие в средневековой Армении IX—XIV веков : диссертация … кандидата философских наук : 09.00.06 Ленинград, 1987—193 с. — Библиогр.: с. 166—193.
- Саакян, Размик Аракелович. Свободомыслие и антиклерикализм Степаноса Назарянца : диссертация … кандидата философских наук : 09.00.06 Ереван, 1981—157 с. — Библиогр.: с. 143—157.